# La Purísima de Oriente
La Purísima de Oriente är en ort i Mexiko.   Den ligger i kommunen San Felipe och delstaten Guanajuato, i den centrala delen av landet, 300 km nordväst om huvudstaden Mexico City. La Purísima de Oriente ligger 1 919 meter över havet och antalet invånare är 131.
Terrängen runt La Purísima de Oriente är kuperad åt sydost, men åt nordväst är den platt. Runt La Purísima de Oriente är det ganska glesbefolkat, med 31 invånare per kvadratkilometer. Närmaste större samhälle är San Diego de la Unión, 19,1 km sydost om La Purísima de Oriente. Omgivningarna runt La Purísima de Oriente är i huvudsak ett öppet busklandskap.